# Jean-Baptiste Des Roches de Parthenay
Jean-Baptiste Blaise Des Roches de Parthenay, né à La Rochelle le 4 septembre 1690 et mort à Copenhague le 24 janvier 1768, est un historien et traducteur français.  

## Biographie
Avocat général au bureau des finances de généralité de La Rochelle, Des Roches était huguenot. Il se réfugia aux Pays-Bas puis au Danemark, et aida Antoine-Augustin Bruzen de La Martinière dans la composition de son Dictionnaire géographique. 
Il s’est fait appeler « Desroches de Parthenay » et « abbé de Parthenay ».

## Publications
- Mémoires historiques pour le siècle courant, avec des réflexions et remarques politiques et critiques, par l'auteur qui a ci-devant fait les Lettres historiques (42 volumes, 1728-1742)
- Histoire de Danemark, avant et depuis l'établissement de la monarchie (9 volumes, 1730-1732)
- Introduction à l'histoire générale et politique de l'univers, continuation de L'Histoire de Suède de Samuel Freiherr von Pufendorf (1732)
- Histoire de Pologne sous le regne d'Auguste II (4 volumes, 1733-1734)
- Histoire d'Auguste II. Roi de Pologne, électeur de Saxe (2 volumes, 1739)

### Traductions du danois
- Ludvig Holberg : Pensées morales (1749)
- Hans Egede : Description et histoire naturelle du Groenland (1763)